# ノイゼッツ
ノイゼッツ（Noisettes）は、イングランド・ロンドン出身のロック・バンドである。2006年1月、デビュー。

## 概要
ホワイト・ストライプスのようなガレージロックが特徴。
ロンドン出身ながら所属レーベルはアメリカであり、逆輸入の形でイギリス・デビューを果たした3人組バンド。バンドとしては珍しく、ボーカルを黒人女性のシンギーがつとめる。
ブロック・パーティーの前座に起用されて共にツアーをこなしたため、彼らとは仲が良い。2007年3月、ブリティッシュ・アンセムズで初来日し、翌日からのブロック・パーティーの日本公演に前座として随行した。その他、ベイビーシャンブルズやミューズのサポートバンドとして数々のライブをこなしてきた。
2007年、デビュー・アルバム『ホワッツ・ザ・タイム・ミスター・ウルフ?』を発表。サマーソニック07へも出演した。

## メンバー
- シンギー・ショニワ (Shingai Shoniwa) - ボーカル、ベース
- ダン・スミス (Dan Smith) - ギター

### 旧メンバー
- ジェイミー・モリソン (Jamie Morrison) - ドラム

## ディスコグラフィ

### スタジオ・アルバム
- 『ホワッツ・ザ・タイム・ミスター・ウルフ?』 - What's the Time Mr Wolf? (2007年、Vertigo)
- Wild Young Hearts (2009年、Vertigo/Mercury)
- Contact (2012年、MONO-RA-RAMA)